# Associazione Calcio Bastia 1924
L'Associazione Calcio Bastia 1924, meglio conosciuto come Bastia, è una società calcistica italiana con sede nella città di Bastia Umbra. Milita in Eccellenza Umbria e disputa le gare interne allo Stadio Comunale di Bastia. Il club ha disputato al massimo un campionato nel quarto livello del campionato italiano di calcio nella IV Serie 1956-1957.

## Storia
Il Bastia venne fondato nel 1924 e la prima formazione fu: Bartolucci Antonio; Mencarelli Brasillo, Cingolani Igino; Caldari Fioravanti, Alunni Annibale e Pascolini Alfredo; Petrini Arcangelo, Farello Giovanni, Bucefari Vincenzo, Celori Pronto, Giannotti Gino.
Nei primi anni non disputò nessun campionato ufficiale per mancanza di soldi, ma solo amichevoli. Nella stagione 1935-1936 prese parte al girone unico di Prima Divisione Umbra. Militò in quel campionato fino al 1945, anno in cui debuttò nel campionato di Prima Divisione (IV livello del Campionato italiano di calcio). Nella stagione 1947-1948 la squadra venne promossa in Serie C ma, per problemi economici, rinunciò a parteciparvi e nella stagione giocò il successivo campionato in Prima Divisione, retrocedendo al termine in seconda divisione. Nella stagione 1952-1953, in seguito alla fusione tra Prima e Seconda Divisione, giocò in Prima Divisione.
Nella stagione 1953-1954 militò nella promozione regionale. Due anni dopo, nella stagione 1955-1956, venne promosso in IV Serie (Serie D) dopo aver vinto lo spareggio promozione contro il Gubbio, con il quale era arrivato primo a pari merito. Nel primo anno in IV Serie riuscì a salvarsi ma, al termine della stagione 1957-1958, retrocesse in Promozione dopo aver perso gli spareggi salvezza contro Rotulea e Perugia.
Tre stagioni dopo vinse il campionato di Promozione ma rinunciò alla promozione in Serie D. Nel 1963 arrivò secondo in Promozione e vinse la Coppa Umbria. Rimase in Promozione fino alla stagione 1971-1972, anno in cui retrocedette e fallì.
Venne fondata una nuova squadra, l'U.S. Bastia, che ripartì dalla Terza Categoria. Dopo una serie di promozioni, al termine della stagione 1987-1988, ritornò in Serie D e vi rimase fino al 1995, sfiorando la promozione in C2 nel 1989-1990 (3º posto).
Alla fine della stagione 1994-1995, retrocedette in Eccellenza, serie nella quale milito' fino al 2012. La squadra infatti vince l'Eccellenza Umbria 2011-2012 e viene promossa in Serie D. Nella stagione 2014-2015 retrocedette in Eccellenza, dove l'anno dopo si salvo' ai play-out contro il Cannara.
Militò in  Eccellenza fino al 2018, quando, a seguito della vittoria del campionato di Eccellenza Umbria 2017-2018, viene nuovamente promossa in Serie D. Nel 2020 viene retrocessa a tavolino in Eccellenza. Nella stagione 2021-2022 retrocedette in Promozione. Dalla stagione 2022-2023 fino alla stagione 2023-2024 militò in  Promozione, quando, a seguito della vittoria del campionato di Promozione Umbria 2023-2024, viene nuovamente promossa in  Eccellenza.

## Colori e simboli
I colori ufficiali del Bastia sono il bianco e il rosso.

## Palmarès

### Competizioni regionali
- Prima Divisione: 1

1947-1948
- Promozione: 2

1955-1956, 1987-1988
- Prima Categoria: 1

1960-1961
- Eccellenza: 2

2011-2012, 2017-2018
- Coppa Umbria: 1

1962-1963

## Statistiche e record

### Partecipazione ai campionati
| Livello | Categoria                       | Partecipazioni | Debutto   | Ultima stagione | Totale |
| ------- | ------------------------------- | -------------- | --------- | --------------- | ------ |
| 4º      | IV Serie                        | 1              | 1956-1957 | 1956-1957       | 1      |
| 5º      | IV Serie - 2° cat.              | 1              | 1957-1958 | 1957-1958       | 10     |
| 5º      | Campionato Interregionale       | 4              | 1988-1989 | 1991-1992       | 10     |
| 5º      | Campionato Nazionale Dilettanti | 3              | 1992-1993 | 1994-1995       | 10     |
| 5º      | Serie D                         | 2              | 2012-2013 | 2013-2014       | 10     |

### Statistiche di squadra
Il Bastia detiene il record di essere il club, insieme al Deruta, con il maggior numero di partecipazioni consecutive in Eccellenza Umbria. Ha mantenuto infatti la categoria senza interruzioni per 17 stagioni dall'Eccellenza Umbria 1995-1996 all'Eccellenza Umbria 2011-2012.

## Tifoseria
La tifoseria del Bastia è guidata dal gruppo ultras Mad Boys 1991, intrattiene un gemellaggio con quella del Chiusi e rapporti d'amicizia con quella della Maceratese. Rivalità ci sono invece nei confronti di Narnese, Foligno, Gualdo, Angelana e Trestina. I Mad Boys 1991 si sono sciolti nel 2014.